# Loxosceles herreri
Loxosceles herreri là một loài nhện trong họ Sicariidae.
Loài này thuộc chi Loxosceles. Loxosceles herreri được miêu tả năm 1967 bởi Gertsch.